# Sis dies de Newcastle
Els Sis dies de Newcastle era una cursa de ciclisme en pista, de la modalitat de sis dies, que es corria a Newcastle (Austràlia). La seva primera edició data del 1961 i es van fer tres edicions fins al 1976. Sidney Patterson, amb dues victòries, és el ciclista que més vegades l'ha guanyat.

## Palmarès
| Any     | Primers                                        | Segons                                 | Tercers                                    |
| ------- | ---------------------------------------------- | -------------------------------------- | ------------------------------------------ |
| 1961    | Bob Jobson · Sidney Patterson · John Tressider | John Douglas · Ron Grenda · Fred Roche | Jim Johns · Keith Reynolds · Ronald Murray |
| 1962    | Dick Tressider · Sidney Patterson              | Lou Bennett · Robert Ryan              | Ernest Corney · Keith Reynolds             |
| 1963-75 | No disputats                                   |                                        |                                            |
| 1976    | Philip Sawyer · Dave Allan                     | Keith Oliver · Robert Whetters         | John Trevorrow · Laurie Venn               |